# 西村まさ彦
西村 まさ彦（にしむら まさひこ）は、日本の俳優。旧芸名は、西村 雅彦（読み同じ）。富山県富山市出身。オフィスにしむら所属。「劇団文化座」の劇団員を経て、東京サンシャインボーイズを主宰する三谷幸喜に出会い、多くの三谷脚本作品に出演。ドラマ『振り返れば奴がいる』の最終回で復讐のため主人公をナイフで刺した、平賀医師役で注目される。その後、1994年より開始した『古畑任三郎』シリーズにおける今泉慎太郎役が当たり役となり、知名度を高める。以後、映画やテレビドラマを中心に活躍。

## 来歴・人物
デビュー以来多数の作品で存在感を発揮、キャリアを通じて多数の受賞歴を持ち、コミカルな役からシリアスな役まで幅広くこなすバイプレイヤーとして、TVドラマ、映画、舞台で活躍を続ける。スタジオジブリの『もののけ姫』（1997）、『風立ちぬ』（2013）に声優として参加している。2011年12月には、『笑の大学』と同じ布陣（三谷脚本、近藤芳正出演）による二人芝居『90ミニッツ』に出演した。2011年の東日本大震災以降、被害を受けた宮城県岩沼市のメロン農家を支援するボランティア活動を展開していたことから、2015年、同じく岩沼市を支援している静岡県袋井市主催の「全国メロンサミットinふくろい」のメロン大使に就任した。2013年にはいわぬま健幸大使にも就任している。
俳優活動30周年を機に、「俳優としてやっていく決意声明」として2017年5月より本名の西村 雅彦から初の芸名となる西村 まさ彦へと改名、当面は作品により旧表記と併用する。2020年に富山で「表現研究所」、「ウェストビレッジアカデミー」を、2022年11月に劇団「演劇集団富山舞台」を立ち上げ、富山からプロの俳優を輩出するため尽力している。富山舞台座長。2022年、"化学物質過敏症が引き起こす問題"をテーマにしたクローズドな社会派ドラマである映画『［窓］MADO 』にて主演を努め、“家族のために訴訟を起こし奮闘する父親”というシリアスな役を演じた。同作品はCine Paris Film Festival 2023にて最優秀作品賞を、主演の西村は最優秀主演男優賞を受賞している。

## 受賞歴
1995年、『王様のレストラン』で第5回ザテレビジョンドラマアカデミー賞 助演男優賞受賞。
1996年、『古畑任三郎』にて第8回ザテレビジョンドラマアカデミー賞 助演男優賞受賞。
1996年、近藤芳正との二人芝居作品『笑の大学』（舞台版）が第4回読売演劇大賞最優秀作品賞を受賞。
1997年、『ラヂオの時間』により第21回日本アカデミー賞最優秀助演男優賞受賞。また『ラヂオの時間』、『マルタイの女』により、第71回キネマ旬報賞助演男優賞、第40回ブルーリボン賞助演男優賞、第22回報知映画賞
助演男優賞、第10回日刊スポーツ映画大賞・石原裕次郎賞助演男優賞受賞。
2018年、『家族はつらいよ2』により第41回日本アカデミー賞優秀助演男優賞受賞。
2023年、『［窓］MADO』によりCine Paris Film Festival 2023にて最優秀主演男優賞受賞。

## エピソード
- 趣味は写真撮影、ボウリング、裏道散策。
- 『古畑任三郎』が大ヒットした影響で、テレビではドジでコミカルな役を演じることが多かったが、 三谷幸喜や小林隆によれば西村の素顔は「繊細」で[15][16]、本来はシリアスな演技を得意とする役者であり、『古畑』を除く三谷作品では大半がシリアスな役や敵役である。現在ではむしろ、渋みのある演技派として定着してきている。 舞台版『笑の大学』における演技は、まるで「この芝居を十年も演じている」かのような余裕が感じられ、藤山寛美にも似た系統の「色気」があると小林信彦に評された[17]。
- 過去にはCDを発売したことがあり、『古畑任三郎』の今泉慎太郎役や『王様のレストラン』の水原範朝役として歌う曲、キング・クリムゾンのカヴァーが2曲収められている。
- 2012年には一般（シニア世代対象）から志望者を募り、稽古から公演までを行う「西村雅彦プロデュース いしかわマスターズ文化祭」を開催[18]。2016年4月からは富山県内の中学生を募り、演技指導と演出を西村まさ彦が行うFMとやまのラジオドラマ番組『西村まさ彦のドラマチックな課外授業』を開始するなど、若手の育成に力を入れている。

## 出演

### テレビドラマ
- やっぱり猫が好きSP「やっぱり逸見と猫が好き」 （1989年、フジテレビ） - コンビニの店員 役
- やっぱり猫が好き殺人事件（1990年、フジテレビ） - 店員 役
- 女ねずみ小僧（1990年、フジテレビ） - 大黒屋の番頭 役
- 振り返れば奴がいる（1993年、フジテレビ）- 平賀友一 役
- チャンス!（1993年、フジテレビ） - 吉野矢太郎 役
- じゃじゃ馬ならし（1993年7月 - 9月、フジテレビ） - 川島良介 役
- MAESTRO（1993年10月 - 1994年3月、フジテレビ） - 主演・マエストロ 役
- 夏子の酒（1994年、フジテレビ）- 先輩コピーライター 役
- 古畑任三郎シリーズ（フジテレビ） - 今泉慎太郎 役
  - 警部補・古畑任三郎（1994年）
  - 古畑任三郎 第2シリーズ（1996年）
  - 巡査・今泉慎太郎（1996年）
  - 古畑任三郎 第3シリーズ（1999年）
  - 今泉慎太郎 大空の怪事件（2004年）
  - 古畑任三郎ファイナル（2006年）
- グッドモーニング（1994年、フジテレビ） - 神谷利彦 役
- 金曜エンタテイメント（フジテレビ）
  - 鍵師2（1994年） - 野平勉 役
  - ざけんなヨ!!7「めざめろマザコン亭主」（1994年） - 大里満彦 役
  - 悪いこと（1998年） - 案内人
  - サラリーマン刑事シリーズ - 主演・武富春彦 役
    - サラリーマン刑事（1998年）
    - サラリーマン刑事2（1999年）
    - サラリーマン刑事3（2000年）
    - サラリーマン刑事4（2004年）

  - 花瀬ちなつの殺人スクープ 〜京都・大阪・神戸を結ぶ謎〜（2000年） - 倉橋尚輝 役
  - 実録離婚必勝ドラマ 離婚カウンセラー・轟木祥子 1（2004年）
  - 蓮丈那智フィールドファイル 1 『凶笑面』（2005年） - 神崎教務課長 役
  - 捜査検事・千草泰輔の事件ファイル 赤の組曲（2005年） - 千草泰輔 役
- テレビ朝日ドラマスペシャル『誰よりも君のこと』（1994年10月6日）
- ヘルプ!（1995年、フジテレビ） - 室田真一 役
- 世にも奇妙な物語シリーズ（フジテレビ）
  - そのボタンを押すな（1995年1月4日） - 主演・双子の男（サラリーマンと将軍） 役 ※二役
  - 先生の「あんなこと」（1996年1月4日） - 主演・加藤喜一 役
  - 私に似た人（1997年3月31日） - 主演・日向雄二 役
  - くしゃみ（1998年4月8日） - 主演・中年サラリーマン 役
  - 超税金対策殺人事件（2003年3月24日） - 主演・樋口円  役
  - 48%の恋（2007年10月2日） - 試験官天使 役
  - 理想のスキヤキ（2009年10月5日） - 正一 役
- 王様のレストランシリーズ（フジテレビ） - 水原範朝 役
  - 王様のレストラン（1995年4月 - 7月）
  - 王様のレストラン それはまた別の話スペシャル（1995年）
- HOTEL（1995年4月 - 9月、TBS） - 中谷役
- 沙粧妙子-最後の事件-（1995年7月 - 9月、フジテレビ、水曜劇場） - 常本拓也役
- 輝け隣太郎（1995年10月 - 12月、TBS） - 山梨浩平 役
- まだ恋は始まらない（1995年10月 - 12月、フジテレビ） - ナレーション
- 大河ドラマ（NHK総合）
  - 秀吉 第11回 - 最終回（1996年3月17日 - 12月22日） - 徳川家康、徳川家康の影武者 役
  - 真田丸 第3回 - 第11回（2016年1月24日 - 3月20日） - 室賀正武 役[19]
  - 麒麟がくる 第1回 - 第18回（2020年1月19日	- 5月17日） - 明智光安 役[20]
  - べらぼう〜蔦重栄華乃夢噺〜 第4回 - （2025年1月26日 - ） - 西村屋与八 役[21]
- 竜馬におまかせ!（1996年4月 - 6月、日本テレビ） - 清河八郎 役
- コーチ（1996年7月 - 9月、フジテレビ） - 大森玄洋 役
- こんな私に誰がした（1996年10月 - 12月、フジテレビ）
- 3番テーブルの客 第23回（1997年3月、フジテレビ）
- 総理と呼ばないで（1997年4月 - 6月、フジテレビ） - 主席秘書官 役
- オトナの男（1997年7月 - 9月、TBS） - 野ノ宮優作 役
- 土曜ドラマ スズキさんの休息と遍歴（1997年11月22日、NHK総合）
- ニュースの女 第1話（1998年、フジテレビ） - 工藤海渡 役
- 蒲生邸事件（1998年、NHK BS2） - 平田次郎 役
- 今夜、宇宙の片隅で（1998年7月 - 9月、フジテレビ） - 主演・小菅耕介 役
- あきまへんで!（1998年10月 - 12月、TBS） - 岩崎勇 役
- 24時間だけの嘘（1999年、TBS）
- TEAM（1999年10月 - 12月、フジテレビ） - 丹波肇 役
  - TEAMスペシャル（2000年）
  - TEAMスペシャル（2001年）
  - TEAMスペシャル（2002年）
  - TEAMスペシャル（2003年）
- 奇跡の大逆転! 第2話「史上最悪の客」（2000年、TBS） - ソムリエ・目徳 役
- マッハブイロク特別ドラマ big大作戦（2000年6月29日、フジテレビ） - 深沢裕二 役
- おいね・父の名はシーボルト（2000年、NHK BS2） - 二宮敬作 役
- やまとなでしこ（2000年10月 - 12月、フジテレビ） - 佐久間為久 役
  - 恋とはどんなものかしら やまとなでしこ・ディレクターズカット（2001年）
- 午前三時のルースター（2000年、テレビ朝日）
- 優雅な悪事1（2000年、テレビ東京） - 近藤三郎 役
- 嫁はミツボシ。（2001年、TBS）
- R-17（2001年、テレビ朝日） - 矢沢聖司 役
- 42歳の修学旅行（2001年、NHK総合）
- レッツ・ゴー!永田町（2001年10月 - 12月、日本テレビ） - 稲山一郎 役
- ナンバーワン（2001年12月27日、TBS） - 富永宗次郎 役
- 恋ノチカラ（2002年1月 - 3月、フジテレビ） - 吉武宣夫 役
- アパートメント（2002年、BS-i） - 茂倉丈 役
- 明智小五郎対怪人二十面相（2002年、TBS） - 相川技師 役
- サイコドクター（2002年10月 - 12月、日本テレビ）
- 塩カルビ（2002年、テレビ神奈川）- 主演・常連客 役
- またも辞めたか亭主殿〜幕末の名奉行・小栗上野介〜（2003年、NHK総合） - 勝海舟 役
- いつもふたりで（2003年1月 - 3月、フジテレビ） - 不破圭二朗 役
- 女と男と物語 第1話「鏡の中の愛人」（2003年、テレビ朝日）
- ぼくの魔法使い（2003年4月 - 7月、日本テレビ） - 蟹広吉 役
- 高原へいらっしゃい（2003年、TBS） - 若月誠 役
- ライオン先生（2003年、読売テレビ制作、日本テレビ） - 高村京介 役
- 彼女が死んじゃった。（2004年、日本テレビ） - 蒲田資雄 役
- ワンダフルライフ（2004年、フジテレビ）- 伊佐山保 役
- 南くんの恋人（2004年、テレビ朝日） - 南謙一 役
- 相棒（テレビ朝日）
  - 相棒 Season3 第1話 - 第3話、最終話（2004年10月、2005年3月）- 鹿手袋啓介 役
  - 相棒 Season6 第16話（2007年2月20日）- 声のみ
- 水曜プレミア 家栽の人（2004年、TBS） - 照葉裁判所長 役
- 温泉へ行こうスペシャル 世界で一番長い24時間（2004年、TBS） - 青木 役 [22]
- 弟（2004年、テレビ朝日） - 憲兵 役
- 輝く湖にて（2004年、NHK総合）
- 徳川綱吉 イヌと呼ばれた男（2004年、フジテレビ） - 堀田正俊 役
- エンジン 第2話（2005年、フジテレビ） - 後藤スポンサー 役
- 救命病棟24時・第3シリーズ 最終話（2005年、フジテレビ） - 郵便配達員 ※友情出演
- 火曜サスペンス劇場→ドラマ・コンプレックス（日本テレビ）
  - 特別企画 「歌舞伎役者 中村歌留多」（2005年） - 中村侘助 役
  - ウーマンズ・アイランド〜彼女たちの選択〜（2006年）
  - たくさんの愛をありがとう（2006年）
- プロポーズ 世界で一番幸せな言葉 episode1 「火消しの恋」（2005年、日本テレビ）
- 黒革の手帖スペシャル〜白い闇（2005年、テレビ朝日）
- 零のかなたへ〜THE WINDS OF GOD〜（2005年、テレビ朝日）
- 熟年離婚（2005年10月 - 12月、テレビ朝日） - 小林善三 役
- 菊次郎とさき 第2シリーズ（2005年8月、テレビ朝日） - 泥棒 役
- TRICK 新作スペシャル1（2005年11月13日、テレビ朝日） - 大柴邦夫 役
- おかしなふたり（2006年、フジテレビ） - ナレーション
- Ns'あおい（2006年、フジテレビ） - 田所義男 役
- パソコンテレビGyaO 歌で逢いましょう（2006年、USEN）
- 生と死を分けた理由…“アース・クエイク”平成18年春・東京大震災（2006年、日本テレビ） - 児山謙一郎 役
- おいしいプロポーズ（2006年、TBS） - 大河内民雄 役
- のだめカンタービレ（2006年、フジテレビ） - 谷岡肇 役
- 名探偵コナン10周年ドラマスペシャル「工藤新一への挑戦状〜さよならまでの序章（プロローグ）〜」（2006年10月2日、日本テレビ） - 目暮十三 役
- 華麗なる一族（2007年、TBS） - 銭高常務 役
- 今週、妻が浮気します（2007年、フジテレビ） - 至宝勝 役
- 柳生十兵衛七番勝負 最後の闘い（2007年、NHK総合） - 徳川頼宣 役
- 受験の神様（2007年、日本テレビ） - 天木茂雄 役
- 去年ルノアールで（2007年、テレビ東京） - 店員A 役
- 江原啓之への質問状 〜永遠の記憶〜 (2007年、WOWOW) -榊田役
- スシ王子! 第3話 - （2007年、テレビ朝日） - 一柳鱒太郎 役
- 勉強していたい!（2007年、NHK総合） - 九鬼勝 役
- 美ら海からの年賀状（2007年、フジテレビ） - 島袋紀夫 役 ※特別出演
- 佐々木夫妻の仁義なき戦い（2008年、TBS） - 蝶野清 役
- 土曜プレミアム 愛馬物語（2008年5月、フジテレビ） - 獣医 役
- おせん 第3話（2008年、日本テレビ） - タコ引きの竜 役
- 月曜ゴールデン（TBS）
  - 駅弁刑事・神保徳之助シリーズ（2007年 - ） - 澤本紀彦 役
  - 女教師探偵・西園寺リカの殺人ノート（2008年5月19日） - 津田校長 役
  - 警視庁機動捜査隊216シリーズ - 土居健作 役
    - 長い夜（2010年7月19日）
    - 危険な女たち（2011年10月31日）
    - 命の値段（2012年12月24日）
    - 孤独の叫び（2014年9月8日）
    - まだ見ぬ夜明け（2015年12月21日）
    - 絶てない鎖（2016年9月12日）
    - 悪意の果て（2017年6月15日）
    - 傷痕（2017年9月4日）
    - 硝子（ガラス）の絆（2018年6月18日）
    - 引鉄（2019年4月1日）

  - 信濃のコロンボ〜死者の木霊〜（2013年10月7日） - 大森修司 役
- CHANGE（2008年、フジテレビ） - 百坂哲也 役
- ロト6で3億2千万円当てた男（2008年、テレビ朝日）
- the波乗りレストラン（2008年11月1日 - 11月9日、日本テレビ） - 長塚日出夫 役
- 忠臣蔵 音無しの剣（2008年12月、テレビ朝日） - 柳沢吉保 役
- 超人ウタダ（2009年、WOWOW） - 樺島恭平 役
- 水曜ミステリー9（テレビ東京）
  - 松本清張生誕100年特別企画 黒の奔流（2009年3月4日） - 屋代刑事 役
  - 夏樹静子サスペンス 逆転弁護士ヤブハラ 証言拒否（2015年2月18日） - 土谷佐介 役
  - 事故調（2015年4月1日） - 佐川誠 役
  - 犯罪科学分析室 電子の標的シリーズ（2015年 - ） - 岩瀬泰司 役
  - 諏訪のスゴ腕警察医（2016年6月8日） - 平井幸男 役
- 裁判員制度ドラマ 家族 〜あなたに死刑が宣告できますか?〜（2009年5月18日、TBS）
- 裁判員制度ドラマ 二重裁判（2009年6月1日、TBS）
- カイドク〜都市伝説の暗号ミステリー〜（2009年6月30日、関西テレビ） - 桐生大樹 役
- 官僚たちの夏（2009年7月5日 - 9月20日、TBS）- 丸尾要 役 ※モデルは松尾金蔵
- 任侠ヘルパー 第1話（2009年7月9日、フジテレビ） - 男 役 ※声の出演
- 隠蔽指令（2009年10月18日 - 11月15日、WOWOW）- 羽根田修造 役
- 科捜研の女スペシャル（2010年3月18日、テレビ朝日）- 相原辰巳 役
- 新参者 第1話（2010年、TBS） - コートを着て歩くサラリーマン 役 ※ノンクレジット
- いじわるばあさん2（2010年4月23日、フジテレビ） - 伊地割茂 役
  - いじわるばあさん3（2011年1月28日）
- 女刑事みずきスペシャル（2010年6月24日、テレビ朝日） - 白根弘刑事 役
- 電撃婚 Perfume of love（2010年8月、BeeTV）[23]
- 崖っぷちのエリー〜この世でいちばん大事な「カネ」の話〜 第6話（2010年8月20日、テレビ朝日・朝日放送共同制作） - 大貫憲太郎 役
- 新・ミナミの帝王（2010年9月21日、関西テレビ） - 朝倉順一 役
- 獣医ドリトル 第1話（2010年10月17日、TBS） - 六田一郎 役
- 検事・鬼島平八郎（2010年10月22日 - 12月3日、テレビ朝日・朝日放送共同制作） - 武藤伸司 役
- 大切なことはすべて君が教えてくれた（2011年1月17日 - 3月28日、フジテレビ） - 中西佳史 役
- Dr.伊良部一郎 第1話（2011年1月30日、テレビ朝日） - 狩野誠司 役
- 告発〜国選弁護人 第7話・第8話（2011年2月24日・3月3日、テレビ朝日） - 柳田淳朗 役
- 土曜ワイド劇場（テレビ朝日）
  - 拘置所の女医シリーズ - 小山誠二 役
    - 塀の中の女たち 裏の顔（2011年3月5日）
    - 殺人犯の嘘を診断する女!（2013年8月17日）

  - 愛と死の境界線―隣人との悲しき争い―（2011年3月26日） - 牧橋哲夫 役
  - 深層捜査（2017年3月11日） - 谷本紳次郎 役
- 医療捜査官 財前一二三（2011年5月13日、フジテレビ） - 五十嵐鞘次郎 役
  - 医療捜査官 財前一二三2（2011年12月16日）
  - 医療捜査官 財前一二三5（2014年6月6日）
- 高校生レストラン 第6話（2011年6月11日、日本テレビ） - 星野重雄 役
- IS（アイエス）〜男でも女でもない性〜（2011年7月18日 - 9月19日、テレビ東京）
- 松本清張ドラマスペシャル 砂の器第1・2夜（2011年9月10日・11日、テレビ朝日） - 田島警部 役
- P&Gパンテーンドラマスペシャル『フォルティッシモ―また逢う日のために―』（2011年9月24日、BSフジ）
- ボクら星屑のダンス（2011年10月6日、テレビ東京） - 江藤俊也 役
- 境遇（2011年12月3日、朝日放送） - 宮下浩平 役
- 開局55周年記念ドラマスペシャル『最も遠い銀河』（2013年2月2日・3日、テレビ朝日） - 島田卓郎 役
- 遺留捜査 第3シリーズ（2013年4月17日 - 6月12日、テレビ朝日） - 森田宗介 役
  - 遺留捜査スペシャル（2013年11月10日）
  - 遺留捜査スペシャル2（2014年8月9日）
  - 遺留捜査スペシャル3（2014年10月19日）
  - 遺留捜査スペシャル4（2015年5月17日）
- めんたいぴりり（2013年8月、テレビ西日本） - 岡村吾郎 役
- 銭女（2014年4月11日、フジテレビ） ‐ 浜口正久
- お家さん（2014年5月9日、読売テレビ） - 西田仲右衛門 役
- ビター・ブラッド〜最悪で最強の親子刑事〜 第6話・第10話（2014年5月20日・6月17日、フジテレビ） - 小暮竜也 役
- TEAM -警視庁特別犯罪捜査本部- 第7話（2014年5月28日、テレビ朝日） - 仲正利樹 役
- 27時間テレビ内ドラマ『俺たちに明日はある』（2014年7月26日、フジテレビ）
- アウトバーン マル暴の女刑事・八神瑛子（2014年8月9日、フジテレビ） - 沢木哲男 役
- ビンタ!〜弁護士事務員ミノワが愛で解決します〜（2014年10月2日 - 12月19日、読売テレビ） - 工藤洋平 役
- 新春ワイド時代劇 大江戸捜査網2015〜隠密同心、悪を斬る!（2015年1月2日、テレビ東京） - 一橋治済 役
- 出入禁止の女〜事件記者クロガネ〜 第1話（2015年1月15日、テレビ朝日） - 南条夏生 役
- 赤と黒のゲキジョー 三面記事の女たち -愛の巣-（2015年2月20日、フジテレビ） - 木ノ浦 役
- ナポレオンの村 第6話（2015年9月13日、TBS） - 桜庭剛志 役
- クロスロード（2016年2月 - 3月、NHK BSプレミアム） - 貝谷洋三 役
- ドクター調査班〜医療事故の闇を暴け〜 第1話（2016年4月22日、テレビ東京） - 小野寺昌典 役[24]
- 巨悪は眠らせない 特捜検事の逆襲（2016年10月5日、テレビ東京）
- 花嵐の剣士 〜幕末を生きた女剣士・中澤琴〜（2017年1月14日、NHK BSプレミアム）
- 人形佐七捕物帳 第11話（2017年3月7日、BSジャパン） - 鵜飼高麗十郎 役
- 悦ちゃん〜昭和駄目パパ恋物語〜（2017年7月15日 - 9月16日、NHK総合） ‐ 池辺久蔵 役
- 眩〜北斎の娘〜（2017年9月18日、NHK総合） - 西村屋与八 役[25]
- BG〜身辺警護人〜 第3話（2018年2月1日、テレビ朝日） - 坂東光英 役[26]
- SUITS/スーツ 第9話（2018年12月3日、フジテレビ） - 大河原忠 役[27]
- アシガールSP 〜超時空ラブコメ再び〜（2018年12月24日、NHK総合）
- 永遠のニㇱパ 〜北海道と名付けた男 松浦武四郎〜（2019年7月15日、NHK総合） - 佐島勘解由 役
- 俺の話は長い（2019年10月12日 - 12月14日、日本テレビ） - 牧本求 役[28]
  - 俺の話は長い 〜2025・春〜（2025年3月30日・4月6日、日本テレビ）[29]
- 科捜研の女 第19シリーズ 第21話（2019年11月21日、テレビ朝日） - 久保井俊平 役
- 知らなくていいコト 第7話（2020年2月19日、日本テレビ） - 丸山シゲオ 役
- 居酒屋兆治（2020年3月28日、NHK BSプレミアム） - 河原五郎 役[30]
- 大江戸グレートジャーニー〜ザ・お伊勢参り〜 第1話・最終話（2020年6月6日・7月11日、WOWOW）
- 十三人の刺客（2020年11月28日、NHK BSプレミアム）
- カンパニー〜逆転のスワン〜（2021年1月10日 - 2021年2月28日、NHK BSプレミアム）
- バイプレイヤーズ 〜名脇役の森の100日間〜 第6話（2021年2月12日、テレビ東京） - 西村まさ彦（本人） 役[31]
- 白い濁流（2021年8月22日 - 10月10日 、NHK BSプレミアム） - 北野隆二 役
- つまり好きって言いたいんだけど、（2021年10月7日 - 12月23日、テレビ東京） - 東山一樹 役
- 剣樹抄〜光圀公と俺〜（2021年11月5日 - 2021年12月24日、NHK BSプレミアム） - 中山義直 役
- 警視庁考察一課（2022年10月17日 - 12月26日、テレビ東京） - 西村まさ雄 役[32]
- 必殺仕事人（2023年1月8日、朝日放送テレビ・テレビ朝日） - 天野景信 役[33]
- 育休刑事 第9話・最終話（2023年6月13日・6月20日、NHK総合・BS4K） - 久木原武志 役
- この素晴らしき世界（2023年7月20日 - 9月14日、フジテレビ） -  安原光顕 役

### 映画
- 白鳥麗子でございます!（1995年） - 中継ディレクター 役
- 7月7日、晴れ（1996年） - 滝本 役
- 友子の場合（1996年） - 田村道弘 役
- 八つ墓村（1996年） - 仙波清十郎 役
- 瀬戸内ムーンライト・セレナーデ（1997年） - 写真屋の助手 役
- マルタイの女（1997年） - 立花刑事 役
- ラヂオの時間（1997年） - 牛島龍彦 役
- お受験（1999年） - 橘要塾長 役
- 黒い家（1999年） - 菰田重徳 役
- ゴジラ2000 ミレニアム（1999年） - 戦車隊隊長 役[34]
- GTO（1999年） - 杉山英輔 役
- 川の流れのように（2000年） - 松田新平 役
- 田園のユーウツ（2001年）
- 天使の牙B.T.A.（2003年） - 中西警視 役
- 巌流島 -GANRYUJIMA-（2003年） - 佐々木小次郎 役
- NIN×NIN 忍者ハットリくん THE MOVIE（2004年） - 捜査本部長 役
- 交渉人 真下正義（2005年） - 前主十路 役
- 不良少年（ヤンキー）の夢（2005年） - 滝本博 役
- 裁判員制度〜もしもあなたが選ばれたら〜（2005年） - 小林靖雄 役
- TAKI183（2006年） - 蒲原 役
- 花田少年史 幽霊と秘密のトンネル（2006年） - 花田大路郎 役
- 明日への遺言（2008年） - 町田秀実 役
- カンフーくん（2008年） - 黒文部大臣 役
- 相棒 -劇場版- 絶体絶命! 42.195km 東京ビッグシティマラソン（2008年） - 鹿手袋啓介 役
- 私は貝になりたい（2008年） - 根本 役
- 252 生存者あり（2008年） - 小暮秋雄 役
- 禅 ZEN（2009年） - 浙翁 役
- 20世紀少年 第2章 最後の希望（2009年） - 七龍の店主 役
- 沈まぬ太陽（2009年） - 八馬忠次 役
- Dear Heart-震えて眠れ-（2009年） - 河野刑事 役
- のだめカンタービレ 最終楽章 前編/後編（2009年/2010年） - 谷岡肇 役
- 猿ロック THE MOVIE（2010年） - 金井 役
- 完全なる飼育 メイド、for you（2010年） - 望月 役
- 劇場版 怪談レストラン（2010年） - 闇のギャルソン 役
- 恋愛戯曲 〜私と恋におちてください。〜（2010年） - 蒲生利夫 役
- 桜田門外ノ変（2010年） - 野村常之介 役
- 武士の家計簿（2010年） - 西永与三八 役
- ジーン・ワルツ（2011年） - 屋敷教授 役
- スイッチを押すとき（2011年） - 佃所長 役
- RAILWAYS 愛を伝えられない大人たちへ（2011年） - 冴木俊也 役
- ウタヒメ 彼女たちのスモーク・オン・ザ・ウォーター（2012年） - 井口幸輔 役
- ラーメン侍（2012年） - 山村千吉 役
- 宇宙兄弟（2012年） - 間寺（六太の上司） 役
- のぼうの城（2012年） - 成田氏長 役
- 東京家族（2013年） - 平山幸一 役
- 草原の椅子（2013年） - 富樫重蔵 役[35]
- 超高速!参勤交代（2014年） - 相馬兼嗣 役
  - 超高速!参勤交代リターンズ（2016年） - 相馬兼嗣 役[36]
- クローバー（2014年） - 松下課長 役
- 家族はつらいよ（2016年） - 平田幸之助 役[37]
  - 家族はつらいよ2（2017年） - 平田幸之助 役
  - 妻よ薔薇のように 家族はつらいよIII（2018年） - 平田幸之助 役
- 殿、利息でござる!（2016年） - 遠藤寿内 役
- ブルーハーツが聴こえる（2017年） - 老紳士 役
- リンキング・ラブ（2017年） - 守護神 役
- 紅い襷 富岡製糸場物語（2017年）
- JK☆ROCK（2019年） - 照雄 役[38]
- 居眠り磐音（2019年） - 田沼意次 役
- 引っ越し大名!（2019年） - 藤原修三 役[39]
- 決算!忠臣蔵（2019年） - 吉田忠左衛門 役
- アパレルデザイナー（2020年） - 平方圭佑 役
- 大コメ騒動（2021年）
- バイプレイヤーズ 〜もしも100人の名脇役が映画を作ったら〜（2021年）
- いのちの停車場（2021年）
- お終活 熟春!人生、百年時代の過ごし方（2021年） - 菅野敬一
  - お終活 再春!人生ラプソディ（2024年）[40][41]
- 僕と彼女とラリーと (2021年)
- 大河への道（2022年）[42]
- バスカヴィル家の犬 シャーロック劇場版（2022年） - 蓮壁千鶴男 役[43]
- ［窓］ MADO（2022年） - 主演・英夫 役[44]
- 祝日（2024年） - マジシャンの男 役[45][46]

### 舞台
- 天国から北へ3キロ（1989年）
- 12人の優しい日本人（1990年）
  - 再演（1991年）
  - 再々演（1992年）
  - リモート版-YouTube Live-（2020年）
- 彦馬がゆく（1990年）
  - 再演（1993年）
- ショウ・マスト・ゴー・オン（1991年）
- ヴァンプ・ショウ（1992年）
- 1979（1994年・ナイロン100℃）
- 笑の大学（1996年）
  - 再演（1998年）
- ラ・テラス（2001年）
- 地球ゴージャス『カルテ』（2002年） - ユルブリ 役[47]
- エデンの南（2002年）
- Wブッキング（2003年）
- 音楽劇 兵士の物語（2003年）
- GOOD（2004年）
- 大騒動の小さな家（2004年）
- ドレッサー（2005年）
- 初仕事納め（2006年） - 企画・出演
- 歌の翼にキミを乗せ―ロクサーヌに捧げるハイネの詩―（2007年）
- コースター（2007年） - 企画・出演
- どんまいマインド（2008年） - 企画・出演
- ナンシー（2010年） - 企画・出演
- 90ミニッツ（2011年）[7]
- 地球の王様（2012年） - 出演・企画
- ベートーヴェンと三人の女たち（2013年） - 語り
- ブラザーブラザー（2013年） - 出演・企画
- おくりもの〜あるクリスマスの出来事〜（2014年） - プロデュース・出演[48]
- めんたいぴりり（2015年） - 岡村吾郎 役
- Walk oN!〜さあ、新しいキミに会いに行こう〜（2015年） - 共同演出・主演 五十男 役[49]
- 御宿かわせみ（2016年） - 神林通之進 役
- COASTER2017（2017年） - 泥棒 役[50]
- 大悲（2019年）[51]
- 恋、燃ゆる（2020年）[52]
- 真白の恋〜世界で最も美しい湾〜朗読劇（2022年） - 渋谷晴臣 / 愛犬タモ 役（二役）[53]
- 音楽劇『ピーターとオオカミ』(2023年）[54]
- 蒙古が襲来（2025年）[55]
- ミュージック・ダイアリー（2025年） - 久遠泰平 役[56]

### 劇場アニメ
- もののけ姫（1997年） - 甲六、門番 役[57]
- ギブリーズ episode2（2002年） - 野中くん 役
- 風立ちぬ（2013年） - 黒川 役[58]

### 吹き替え
- ジオ・キッズ（1994年） - ベンジャミン 役
- ミクロコスモス（1996年） - ナレーター
- バウンディン(2003年)(ピクサー短編アニメーション) - 全役
- クン・パオ!燃えよ鉄拳（2003年） - ワォ以外のすべての役
- シャーク・テイル（2005年） - サイクス 役

### ラジオ
- ファンキー西村雅彦ナイト（1999年、TBSラジオ）
- ON THE WAY COMEDY 道草（2001年 - 2008年、JFN系ネット）
- 西村まさ彦のドラマチックな課外授業（2016年4月 - 、FMとやま） - パーソナリティー、プロデューサー
- 百田夏菜子とラジオドラマのせかい（2022年1月7日 - 28日、ニッポン放送） - マンスリーゲスト

### ラジオドラマ
- 立山に想ふ 遠き日の約束（2013年8月、KNBラジオ） - 監督
- 西村雅彦 秘密喫茶M（2014年4月 - 2014年9月、TBSラジオ）
- 真夜中の図書館（2014年9月、エフエム山形）
- FMシアター ラジオドラマ「ようこそ喫茶トマリギへ」（2024年5月11日、NHK-FM） - 小林清一 役

### バラエティ
- 運命GAME（1991年4月 - 9月） - 出題用再現VTRレギュラー出演
- ダウトをさがせ!（1992年、TBS系列） - 番組前期の出題用VTRで出演
- 西村雅彦のさよなら20世紀（1998年10月 - 1999年3月、フジテレビ系列）
- ダヴィンチの予言（1999年10月 - 2002年3月、テレビ朝日）
- 発見!ひざポン（2002年4月 - 2003年3月、テレビ朝日）
- ショートピース1（2011年3月、フジテレビ）
- Oh!どや顔サミット（2011年4月 - 2013年3月、朝日放送） - 司会

### ドキュメンタリー
- 映画帝国ハリウッドを往く！〜西村雅彦が見た巨大ビジネスの舞台裏〜（2001年、BS-i）
- 世界ふれあい街歩き ベネチア その1 〜イタリア〜（2005年、NHK総合）ナレーション
- 金とく（2007年、NHK総合）
- 地球大紀行スペシャル 赤道大紀行
  - 南米横断編（2008年1月26日、TBS系列、CBC制作）[注釈 1]
  - アフリカ横断編（2009年1月24日、TBS系列）
  - 最終章（2010年1月30日、TBS系列）
- ルノワール“父と子が愛した女性”愛人から女優へ…天才2人を惑わせ芸術の歴史を変えた謎の女（2008年2月11日、日本テレビ）レポーター
- まち・モノ語り（2008年10月 - 2009年3月、TBS）ナレーター
- 経済ドキュメンタリードラマ ルビコンの決断（2009年11月19日、テレビ東京）
- NHKスペシャル「MEGA QUAKE 巨大地震」（2010年3月7日、NHK総合） - ドラマ編でバーテンダー役を担当
- THEナンバー2〜歴史を動かした陰の主役たち〜（2011年4月 - 2012年9月、BS-TBS） - 司会
- 和食に秘められた歴史の謎を追う 発見!時代メシの旅（2015年5月16日、BSイレブン） - ストーリー・テラー[59]
- ミュージアムで会いましょう（2016年10月30日、BSフジ） - 絵画探偵 役

### 料理番組
- 隠れ家ごはん!〜メニューのない料理店〜（2002年4月 - 2004年3月、テレビ朝日系列）
- みんなの食堂 〜絶対に残したい！しあわせな味〜（2010年1月2日、東日本放送ほか） - ナビゲーター

### 音楽番組
- MAESTRO（1993年10月 - 1994年3月、フジテレビ系列）
- Relax音楽館（2004年 - 2005年、BSフジ）
- 東急ジルベスターコンサート（2008年12月31日 - 2009年1月1日、テレビ東京） - 司会
- 趣味悠々・ピアノ講座（2009年6-7月、NHK教育） - 生徒

### 情報番組
- シネマタクシー（CS放送ムービープラス）
- 極上をドウゾ（2009年4月 - 2009年9月、TBS） - ナレーター
- わが家の「地デジ」奮闘記（2010年3月、NHK総合）
- 続・わが家の「地デジ」奮闘記〜おじいちゃんと姉を救え！〜 （2010年7月、NHK総合）
- データソムリエ西村雅彦 （2011年4月7日-2012年3月、福岡放送）
- 趣味Do楽（NHK Eテレ）
  - ゼロからはじめるデジタル講座 くらしのタブレット（2014年） - 生徒
  - 使える！タブレット アプリとことん活用術（2015年） - 生徒

### CM
- 第一生命（1996年）[60]
- NTTドコモ（1997年） 「ドコモのポケベル インフォネクスト」
- セイコーエプソン「カラリオ」
- 第一三共ヘルスケア（旧・山之内製薬→ゼファーマ）
  - ガスター10（1997年 - 2010年、2023年 - ）
  - マキロン
- レオパレス21
- トヨタ自動車「イプサム」
- 日本コカ・コーラ「ジョージア缶コーヒー」
- ビッグモーター・ハナテン中古車センター
- ソニー「サイバーショット T1」（声のみ出演）
- チヨダ
- ジャパネットたかた - 武藤伸司巡査 役
- ミネルヴァ法律特許事務所
- アスキー「ダービースタリオン96」
- アスペクト「ダービースタリオン96 パーフェクトガイド」
- アサヒビール「アサヒ ブルーラベル」（2011年 - ）[61]
- 小林製薬
  - ナイシトール（2012年 - ）
  - アンメルツゴールドEX（2013年 - ）
- 日清食品「日清ラ王」（2015年 - ）

## 音楽

### アルバム
- DECO（1996年、ポニーキャニオン）
- トンガリNo.5（『P-kies 20th Century New Trax』に収録、2000年7月1日）

### 参加作品
- Brave Love, TIGA（1996年10月21日 / エアーズ） - 岸谷五朗を団長とする「地球防衛団」として参加。

## 書籍
- 僕のこと、好きですか（1997年、小学館）ISBN 4-09-402161-2
- Collection's-西村雅彦ビジュアル本（1998年、演劇ぶっく社）ISBN 4-88317-329-1
- 西村雅彦赤道大紀行〜4万キロの軌跡と奇跡の先に見えるもの（2009年、Gakken Mook - 学習研究社）ISBN 978-4-05-605388-3
- 西村雅彦の俳優入門ーー1カ月で効果が出るセリフのメソッド（2016年、飛鳥新社）ISBN 978-4-86410-526-2

## DVD
- ON THE WAY COMEDY 道草（2007年、トライネットエンタテインメント、ASIN B000OIOM52）
- 西村雅彦の俳優入門 1カ月で効果が出るセリフのメソッド（2016年11月26日、飛鳥新社）[62]